# قشلاق صوفیلارحاج میرزاعلی‌آقا
قشلاق صوفیلارحاج میرزاعلی آقا یک روستا در ایران است که در شهرستان پارس آباد استان اردبیل واقع شده‌است. قشلاق صوفیلارحاج میرزاعلی آقا ۵۴ نفر جمعیت دارد.